# Allerheiligenkirche (Gurdschaani)

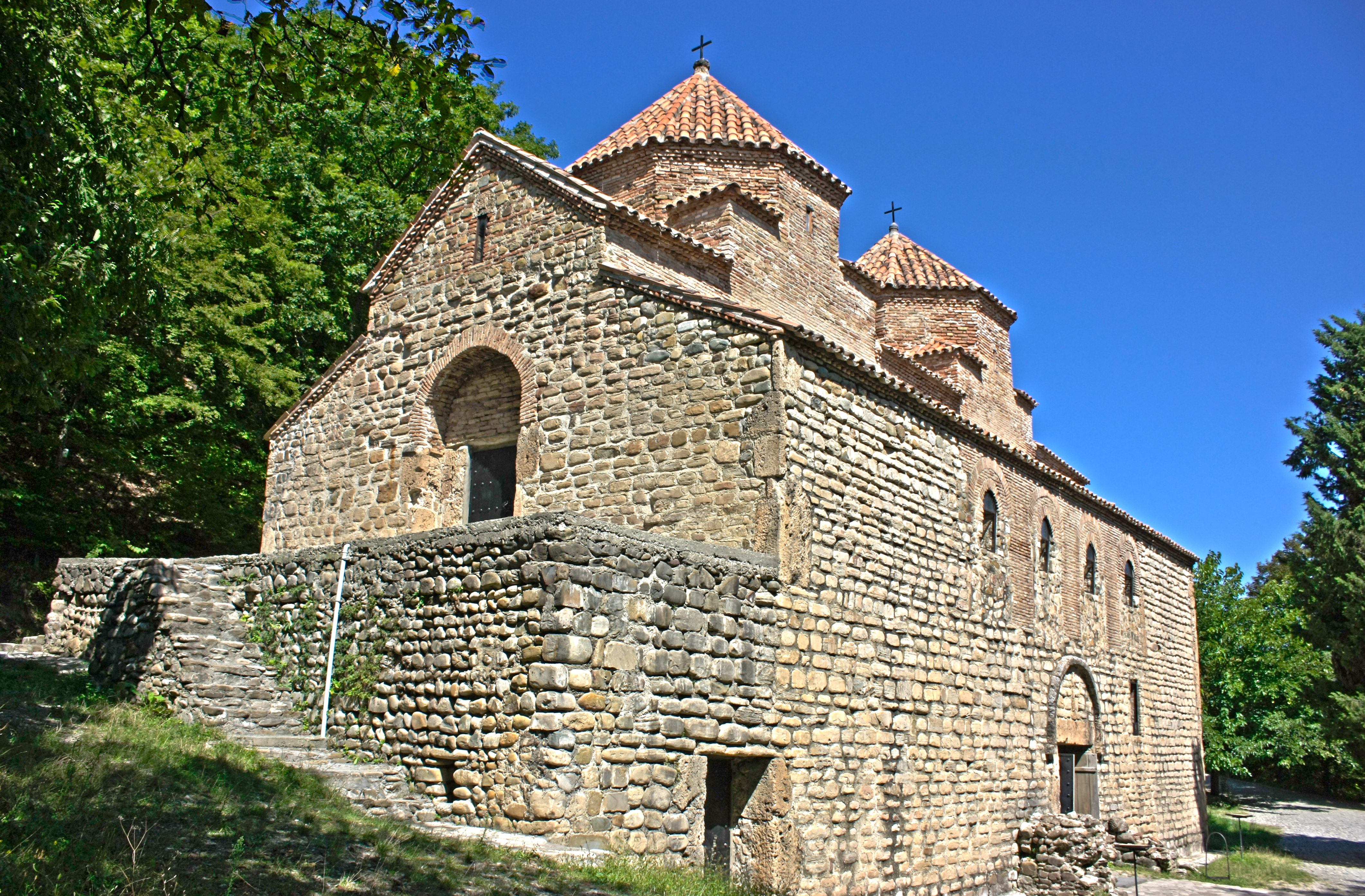
Herrscherkirche: Haupteingang in der südlichen Längswand, separater Eingang zum Obergeschoss für den Adel im Westgiebel

Die Allerheiligenkirche von Gurdschaani (georgisch გურჯაანის ყველაწმინდა; gʊrd͡ʒɑːnɪs qʼvɛlɑt͡sʼmɪndɑ) auch Gurdschaani Qwelazminda  ist eine im 8. Jahrhundert erbaute georgisch-orthodoxe Kirche im Landkreis Gurdschaani in der ostgeorgischen Region Kachetien. Die in einer experimentellen Phase der georgischen Kirchenarchitektur entstandene, einzigartige Basilika besitzt zwei Kuppeln über dem mittleren der drei Schiffe, die Raumaufteilung einer Dreikirchenbasilika und eine Empore für den Aufenthalt eines Lokalfürsten. Sie ist als Allerheiligenkirche (Qwelazminda) geweiht und wird heute wieder als Gotteshaus genutzt. 

## Lage
Koordinaten: 41° 43′ 13,3″ N, 45° 47′ 17,5″ O
Die Kleinstadt Gurdschaani liegt etwa 35 Kilometer südöstlich von Telawi an der Schnellstraße Richtung Tiflis. Am südlichen Ortsrand zweigt eine breite Asphaltstraße nach Südosten ab und endet nach 2,2 Kilometern auf einem Vorhügel des Bergzuges Gomboris Kedi an einem Parkplatz mit Empfangsgebäude (Ende 2012 noch im Bau). Von dort ist über Weideland hinweg die weite, vom Alasani durchflossene Ebene zu sehen. Ab dem Tor beim Parkplatz führt ein 200 Meter langer Schotterweg weiter zur Kirche, die sich inmitten einer von dichtem Laubwald umgebenen Lichtung verbirgt.

## Architekturgeschichtliche Entwicklung
In der frühen Phase von 5. bis 7. Jahrhundert entwickelte sich in Georgien nach einem Anfang mit einfachen längsorientierten Saalkirche und Basiliken ein klassischer Baustil, bei dem auf ein Zentrum bezogene Kreuzkuppelkirchen vorherrschend waren. Daneben entstanden Sonderformen wie die Rundkirche von Bana (heute im Osten der Türkei) oder Vierkonchenbauten wie die Kathedrale in Ninozminda. In einer Verschmelzung beider Hauptbaustile erhielten die Zentralbauten im Westen einen verlängerten Betsaal nach basilikalem Muster. Im Zusammenhang mit Klöstern standen die außerhalb Georgiens unbekannten Dreikirchenbasiliken, die zwischen dem 7. und dem 10. Jahrhundert für die Mönche eine liturgische Rolle spielten.

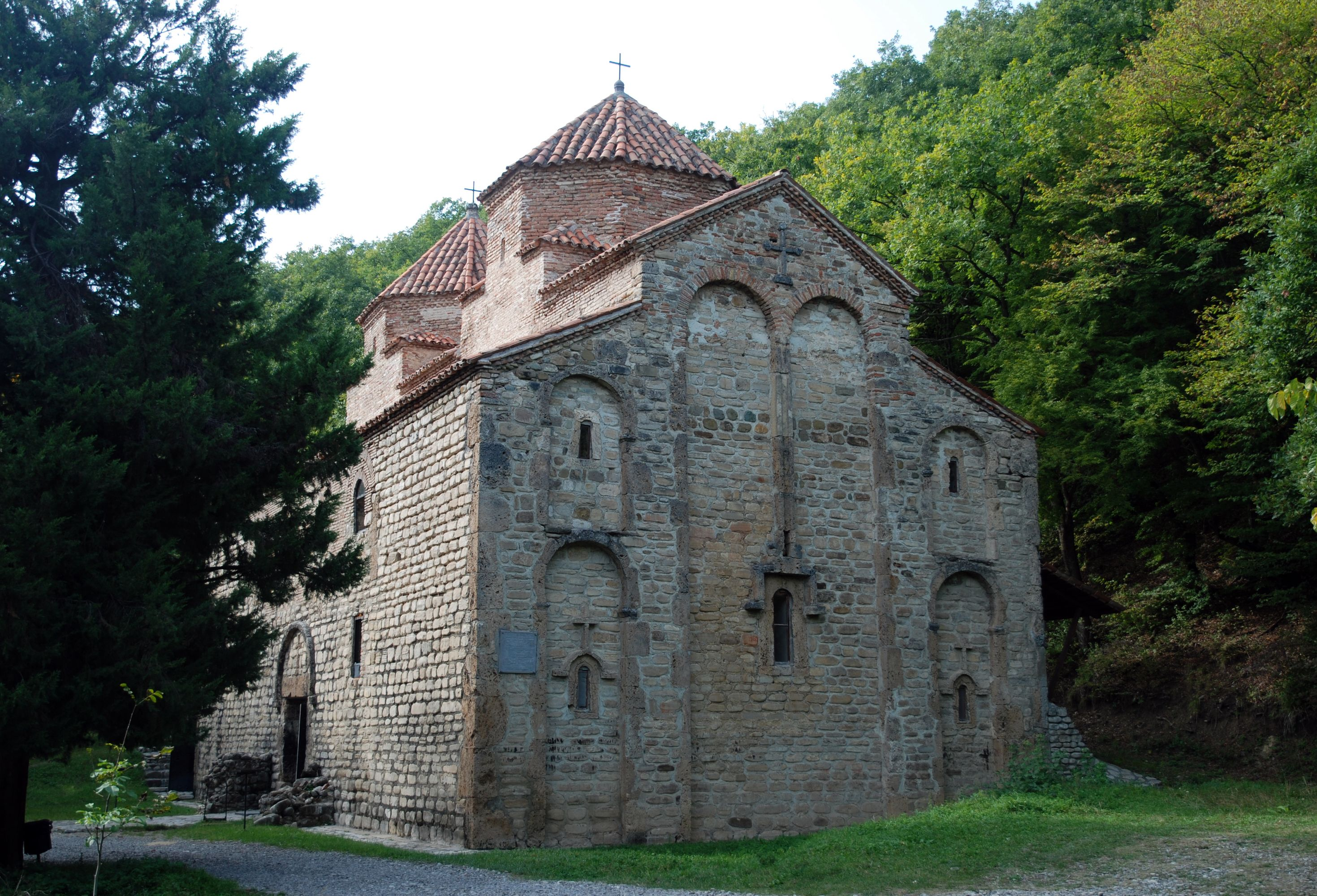
Ostfassade mit Blendnischen

Mitte des 7. Jahrhunderts drangen die muslimischen Araber nach langwierigen Kämpfen in den Südkaukasus ein und gründeten im folgenden Jahrhundert das Emirat von Tiflis im georgischen Kernland. Den Arabern war vor allem an der ökonomischen Ausbeutung gelegen, daher konnte sich die christliche Kultur weitgehend ungestört weiterentwickeln. Außerhalb des beschränkten Einflussgebiets des Emirats erstarkten im 8. und 9. Jahrhundert an den Rändern des georgischen Siedlungsgebiets unabhängige Fürstentümer. Das georgisch-orthodoxe Mönchtum, dessen Einfluss die christliche Architektur maßgeblich prägte, entfaltete sich besonders in diesen neuen Fürstentümern. Einen besonderen kulturellen Einfluss übten die Mönche neben Kachetien im Fürstentum Tao-Klardschetien im Südwesten aus, wo sie ab dem 8. Jahrhundert, vom Kloster Opiza ausgehend, eine Reihe weiterer Klöster gründeten und Fürst Aschot I. Anfang des 9. Jahrhunderts Artanudschi zur Residenz eines großen Reiches machte. Unter den politisch selbständigen Fürstentümern zeigten sich besonders in Kachetien und Tao-Klardschetien schöpferische Kräfte, die innerhalb des kunstgeschichtlich als Übergangsphase  bezeichneten Zeitraums neue Architekturformen ausprobierten. In diese Zeit gehört neben Gurdschaani auch die wenig später in der Nähe entstandene Muttergotteskirche des Allerheiligenklosters von Watschnadsiani.
Bis Anfang des 11. Jahrhunderts bildete sich in einer zweiten Blütezeit ein gemeinsamer georgischer Baustil heraus, zu dessen Charakteristika ein stark überhöhter Tambour über der zentralen Vierung und ein insgesamt ins Monumentale vergrößerter Baukörper gehört.

## Bauform

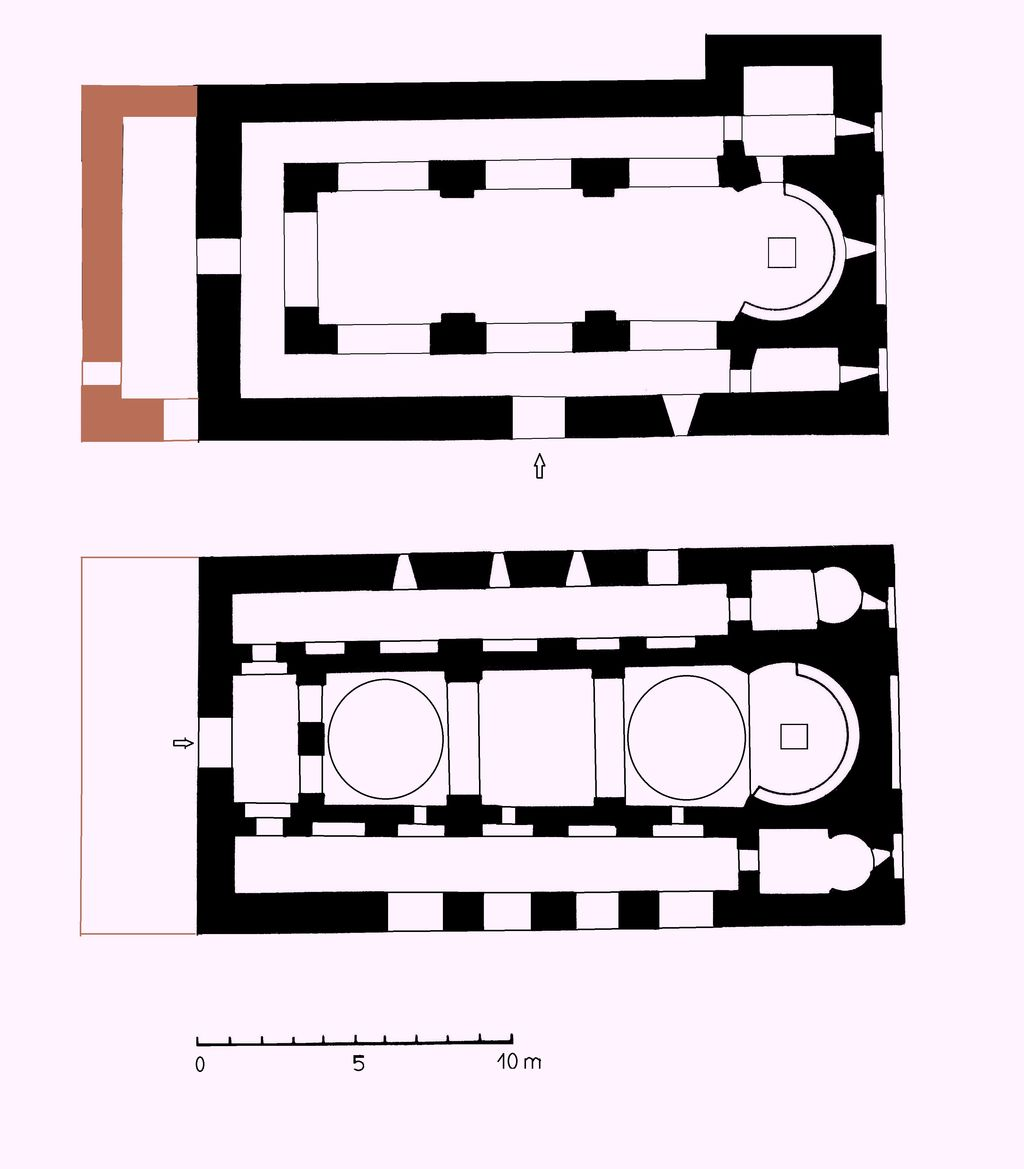
Erdgeschoss und Obergeschoss

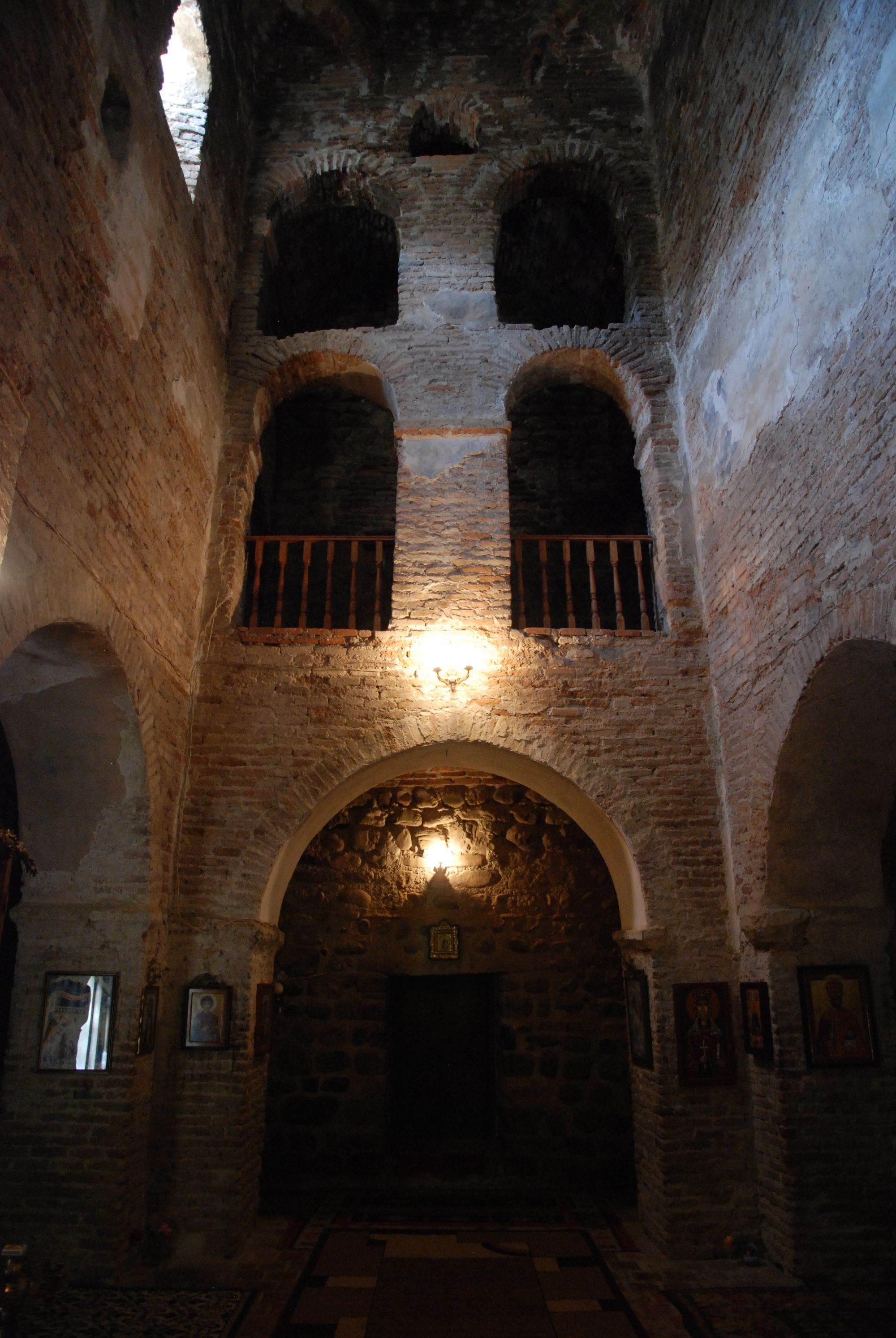
Arkaden der Empore im Westschiff

Die Kirche Qwelazminda von Gurdschaani ist eine dreischiffige Basilika innerhalb einer rechteckigen Grundform von 24,5 Metern Länge und 10 Metern Breite. Die lichte Höhe bis zum Gewölbescheitel beträgt 10,5 Meter und bis zu den Kuppelspitzen etwa 13,5 Meter, wobei die Westkuppel geringfügig höher ist als die Ostkuppel. Das Mittelschiff ist annähernd doppelt so breit wie die Seitenschiffe und endet im Osten in einer großen Apsis, die einen Dreiviertelkreis (Hufeisenform) bildet. Im Erdgeschoss wird die Apsis von unterschiedlich großen, rechteckigen Nebenräumen (Pastophorien) flankiert. Im Obergeschoss des über den Seitenschiffen und dem Westbau zweigeschossigen Gebäudes münden die Seitenschiffe in rechteckigen Chornebenräumen mit ebenfalls hufeisenförmigen Apsiden vor der Ostwand. Ungewöhnlich ist die Quergliederung des Mittelschiffs durch zwei Gurtbögen, welche die Decke in drei quadratische Felder untergliedern. Im Osten des mittleren Tonnengewölbes über dem Altarraum und an den Narthex im Westen angrenzend erheben sich oktogonale Tamboure mit Rundkuppeln. Der Übergang vom Quadrat zur Grundform der Tamboure erfolgt über Trompen. Die eigenwillige Anordnung der Kuppeln über einem flachen Obergaden tritt zwar an der Außenseite formprägend in Erscheinung, den Raumeindruck des saalartigen Mittelschiffes im Innern beeinflussen die Kuppeln jedoch kaum.
Im Erdgeschoss öffnen sich die Seitenschiffe durch jeweils drei große Rundbogenjoche mit etwas zugespitzten Scheiteln zum Mittelschiff. Nach dem Prinzip der Dreikirchenbasilika sind die Seitenschiffe durch einen Umgang im Westen miteinander verbunden. Die oberen Seitenschiffe sind durch geschlossene Wände vom Mittelschiff getrennt. Blendnischen an den Zwischenwänden der oberen Seitenschiffe sollen die Bogenkonstruktion darunter entlasten, es handelt sich nicht um nachträglich vermauerte Fensteröffnungen. Somit entspricht das obere Geschoss einer Dreikirchenbasilika, bei der räumlich getrennte Schiffe nur durch einen westlichen Umgang miteinander verbunden sind. Allein der Querbau im Westen ist auch im Obergeschoss durch Wandöffnungen zum Mittelschiff geöffnet. Über einem die gesamte Breite des Mittelschiffs ausfüllenden Rundbogen stehen an der Westseite zwei Doppelarkaden übereinander. Deren Gestaltung wirkt archaisch reduziert und könnte die in der ersten Hälfte des 7. Jahrhunderts erbaute Erlöserkirche von Zromi zum Vorbild haben. Diese stellt ein Bindeglied in der Entwicklung des georgischen Kirchenbaus dar und lässt sich wiederum auf städtische byzantinische Vorbilder zurückführen.
Der Eingang liegt in der Mitte der Südwand. An der Außenseite tritt die komplexe Raumaufteilung kaum in Erscheinung. Die Längswände sind bis auf einen hohen aufgesetzten Rundbogen über der Tür in der Südwand unstrukturiert. Lediglich die Ostwand ist durch bis an den Giebel reichende Rundbogennischen vertikal gegliedert. Seitlich sind dort je zwei Blendnischen übereinander angeordnet, die auf die beiden Stockwerke der Seitenschiffe verweisen. Bei einer Restaurierung im 17. Jahrhundert wurde ein großes Mittenkreuz entfernt. Dessen senkrechter Arm ist als Lisene zwischen dem mittleren Fenster und dem Doppelbogen darüber erhalten. Dafür kam im 17. Jahrhundert das kleine Kreuz im Giebel hinzu. Alle Außenwände wurden aus grob behauenen Feldsteinen in waagrechten Lagen gemauert. Obergaden, Tambourkuppeln, Zwischenwände und die Rundbögen über den Fenstern der Außenwände bestehen aus gebrannten Ziegeln, die Mauerecken aus porösem Tuff.

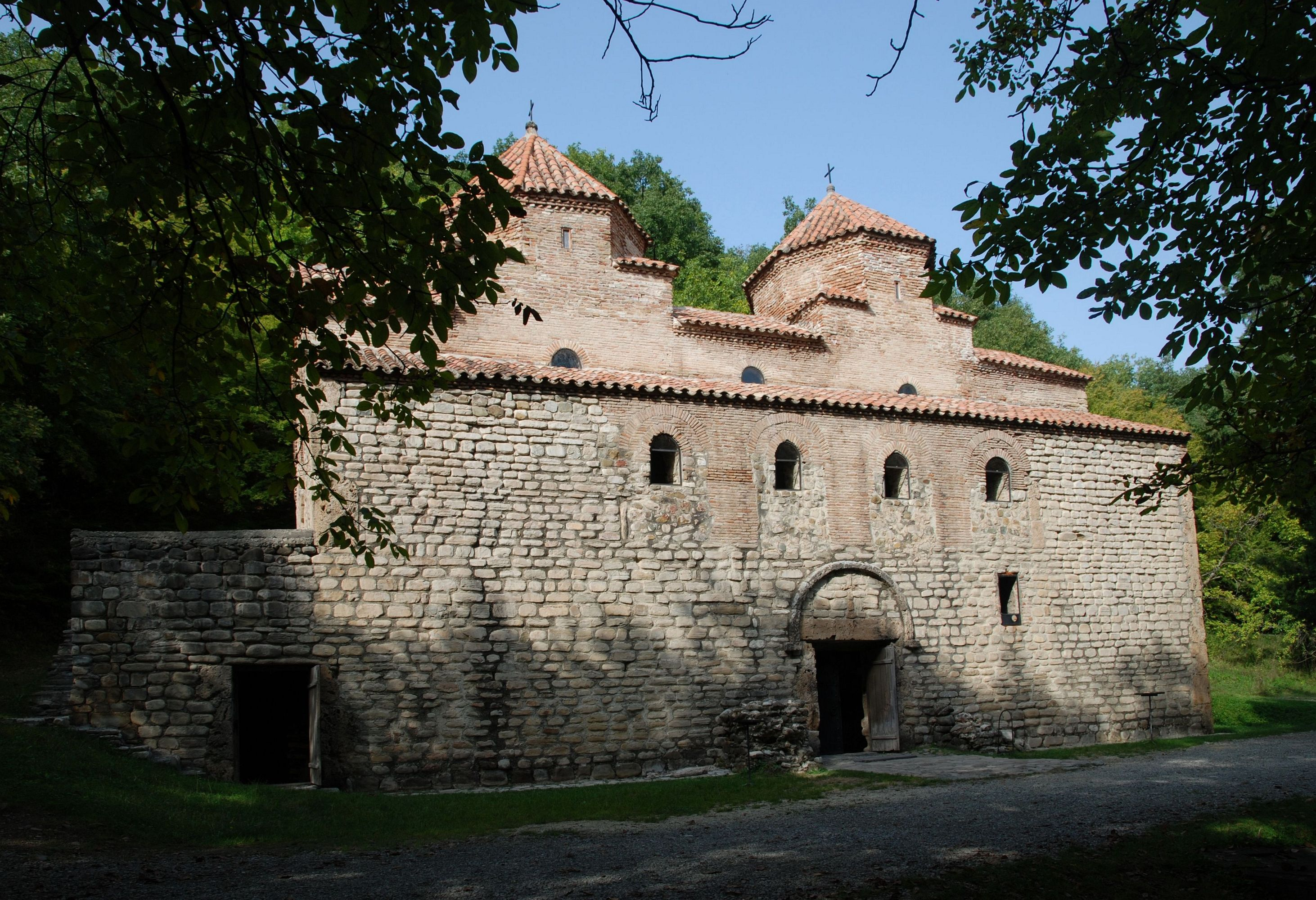
Südfassade. Ehemalige Loggia zu Fensterreihe umgebaut

Das Obergeschoss ist nicht vom Betsaal aus, sondern nur über einen separaten Eingang von der Westseite erreichbar. Offenbar diente diese strikte Trennung dazu, einer Herrscherfamilie einen eigenen Zugang zum Obergeschoss zu schaffen. Folglich muss die Empore im Westbau als Loge eines Lokalfürsten errichtet worden sein, der getrennt vom Volk dem Altar gegenübersaß. Die Funktion dieser Empore wird mit dem Königsthron in der Pfalzkapelle des karolingischen Aachener Doms verglichen. Die Arkadenbögen erscheinen als vereinfachter Ausschnitt der dortigen Oktogonfassade. Die räumliche Isolierung von oben und unten entspricht der sozialen Hierarchie zwischen Elite und Volk, zugleich stehen sich die westliche und östliche Gebäudehälfte in einem architektonischen und funktionellen Gleichgewicht gegenüber. Zwischen dem weltlichen und religiösen Herrscher liegt in der Mitte der Betsaal des Volkes.
Anstelle der heute zu sehenden vier Rundbogenfenster auf der Höhe des Obergeschosses an der südlichen Außenfassade befand sich ursprünglich eine Loggia mit Arkadenbögen, von der aus der Herrscher vor sein Volk treten konnte. Vor dem Hintergrund als Herrscherkirche ergibt sich für die beiden Kuppeln, die nicht wegen der Raumwirkung geschaffen wurden, eine sinnfällige symbolische Bedeutung: Adel und Altar wurde eine eigene Raumhälfte mit einer Kuppel zugeordnet. Eine motivisch vergleichsweise Ost-West-Trennung besteht an der karolingischen Klosterkirche Centula aus den 790er Jahren in der Abtei Saint-Riquier, mit einem Langhaus zwischen Westwerk und Chor im Osten.
Eine weitere Bedeutung für die beiden Kuppeln entsteht aus ihrer Symmetrie mit der Loggia über dem Eingang in der Mitte der Südfassade, auf der sich der Herrscher zeigte. Von Süden blickt der Betrachter auf eine harmonisch komponierte Doppelturmfassade, die im europäischen Kirchenbau normalerweise die westliche Eingangsfassade bildet. Ernst Badstübner überträgt deren Symbolik auf die hiesige Doppelkuppelfassade. Doppeltürme bedeuten eine Bedeutungssteigerung des Tores als Pforte zur himmlischen Stadt oder zum Tempel des himmlischen Herrschers. Wenn sich ein Lokalherrscher auf der Loggia seinem Volk zeigte, übernahm er die Präsentation eines imperialen Herrschers, der auf der Balkonbrüstung seines Palastes Huldigungen entgegennahm. Eine Betonung der Südfassade ist im byzantinischen Kirchenbau nicht üblich, sie kommt nur bei frühen syrischen Kirchen vor, wie sie im Bereich der Toten Städte erhalten sind. Die Akzentverschiebung von der West- auf die Südfassade könnte von der georgischen Palastarchitektur abgeleitet worden sein, sie tritt auch bei der Dreikirchenbasilika von Ambara in Abchasien auf.